# Аблеизам
Аблеизам (енг. ableism или disablism, disability = инвалидност или неспособност, ability = способност) је дискриминација и социјална предрасуда према особама са инвалидитетом или према особама за које се сматра да имају неки облик инвалидитета. По аблеизму, особе дефинишу њихове способности а инвалиди су сматрани мање вреднима од неинвалида. Људе се на тој основи осуђују и тако им се одређена права ускраћују.
Постоје стереотипи, претежито нетачни, повезани са општим и специфичним облицима инвалидититета (на пример, претпоставка да сви инвалиди желе бити излечени, да корисници инвалидских колица нужно имају интелектуални инвалидитет или да слепе особе имају јако развијен осећај мириса или слуха).  Ти стереотипи заправо служе као оправдање аблеистичког понашања и јачају дискримининаторске ставове и понашања према особама с инвалидитетом.
У аблеистичким друштвима се на људе са инвалидитетом гледа као на мање вредне од других. Покрет еугенике с почетка 20. века наводи се као пример распрострањеног аблеизма. Масовна убиства инвалида у нацистичкој Немачкој, Акција Т4, један је од примера екстремног аблеизма.
Аблеизам се може боље разумети читањем литературе коју су објавили они који живе с инвалидитетом, и које о аблеизму имају искуства из прве руке.

## Неке од дефиниција аблеизма
- Аблеизам је када кажете да не изгледам онеспособно и очекујете да то схватим као комплимент.
- Аблеизам је кад претпостављате да сам аутоматски јака и храбра особа једноставно зато што сам инвалид.
- Аблеизам је када "потпуно" постане реч резервисана за способна тела, или када кажете да сам лепа упркос разликама, а не препознајете да сам лепа захваљујући њима.
- Аблеизам је када родитељи одвлаче децу говорећи им да не буље у инвалидну особу, аутоматски учећи их да је инвалидитет прљава реч.

## Облици аблеизама на личном нивоу
Аблеизам се може манифестоватии на личном нивоу особе с инвалидитетом, нпр. ако човек који уочава сопствене негативне поруке које чује, посматра као његове грешке и мане, сматра да на основу њих треба да поседује неке посебне велике привилегије.
Непријатељски аблеизам - који укључује отворено агресивно понашање, исмевање, збуњивање па чак и насиље према особама с инвалидитетом.
Добронамерни аблеизам - који посматра особе с инвалидитетом као слабе и рањиве, и односи се покровитељски према таквим људима, али уме и да им подрива личну слободу и способности и на тај начин појачава утисак немоћи код саме особе с инвалидитетом.
Амбивалентни аблеизам - је комбинација непријатељског и добронамеронг оодноса. На пример, неко може започети социјални контакт с особом с инвалидитетом, односећи се покровитељски, али брзо постати непријатељски расположен према тој особи, посебно ако се она успротиви том односу са превише бриге.

## Фактори који утичу на однос према инвалидима
Врста инвалдитета
Фактор, који може да утиче, на однос према особама с инвалидитетом је врста инвалидитета, да ли је он когнитивне или физичке природе.
Видљивост стања инвалидитета
На инвалидитет утиче и видљивост стања и историја стигматизације, која може да услови развој специфичних митова и стереотипа.

## Примери аблеизма
Примери аблеизма се крећу од очигледног непријатељства и агресије до мање очигледних свакодневних интеракција, па тако нпр.:
- Неки њуди постављају питање особи са инвалидитетом „шта није у реду с вама“?
- Док други заузимају став према особи са инвалидитетом и констатују „не изгледате као неко ко има инвалидитет“?
- Појединци сматрају да су неки облици инвалидности ствар лењости, и непрекидно преиспитују да ли је инвалидитет особе стваран или она глуми.
- Појединци користе термине као што су „глуп” и „хром” који су првобитно коришћени за описивање инвалидитета, а данас су синоними за „глупо” или „лоше”.

## Облици дискриминације као узрок аблеизма
Аблеизам је и осмишљавање јавних простора, производа и технологија, само за особе без инвалидитета. На пример, зграде које немају рампу за инвалидска колица и тротоаре са препрекама које отежавају ходање слепих и слабовидих лица. Постоји и дискриминација у образовању.
Нема довољно разумевања понекада и за децу с инвалидитетом.
Присутна је и дискриминација при запошљавању, јер неки послодавци мисле да су особе с инвалидитетом мање продуктивне.
Неки лекари претпостављају да особе с инвалидитетом имају лош квалитет живота. Дешава се да медицински професионалци игноришу проживљена искуства пацијената, погрешно криве нове симптоме за инвалидитет особе или одбију медицинску подршку у уверењу да ништа што ураде неће помоћи особи с инвалидитетом. Све напред наведено, како сматрају неки стручњаци, може условити настанак препрека за добијање здравствене заштите, као и појаву болести које је могуће избећи. На пример, слаба контрола пандемије ковида 19, натерала је особе с инвалидитетом да више времена проводе у затвореном простору. Одложени су прегледи лекара, тежи је контакт с неговатељима.